# حادثه لیگ خون

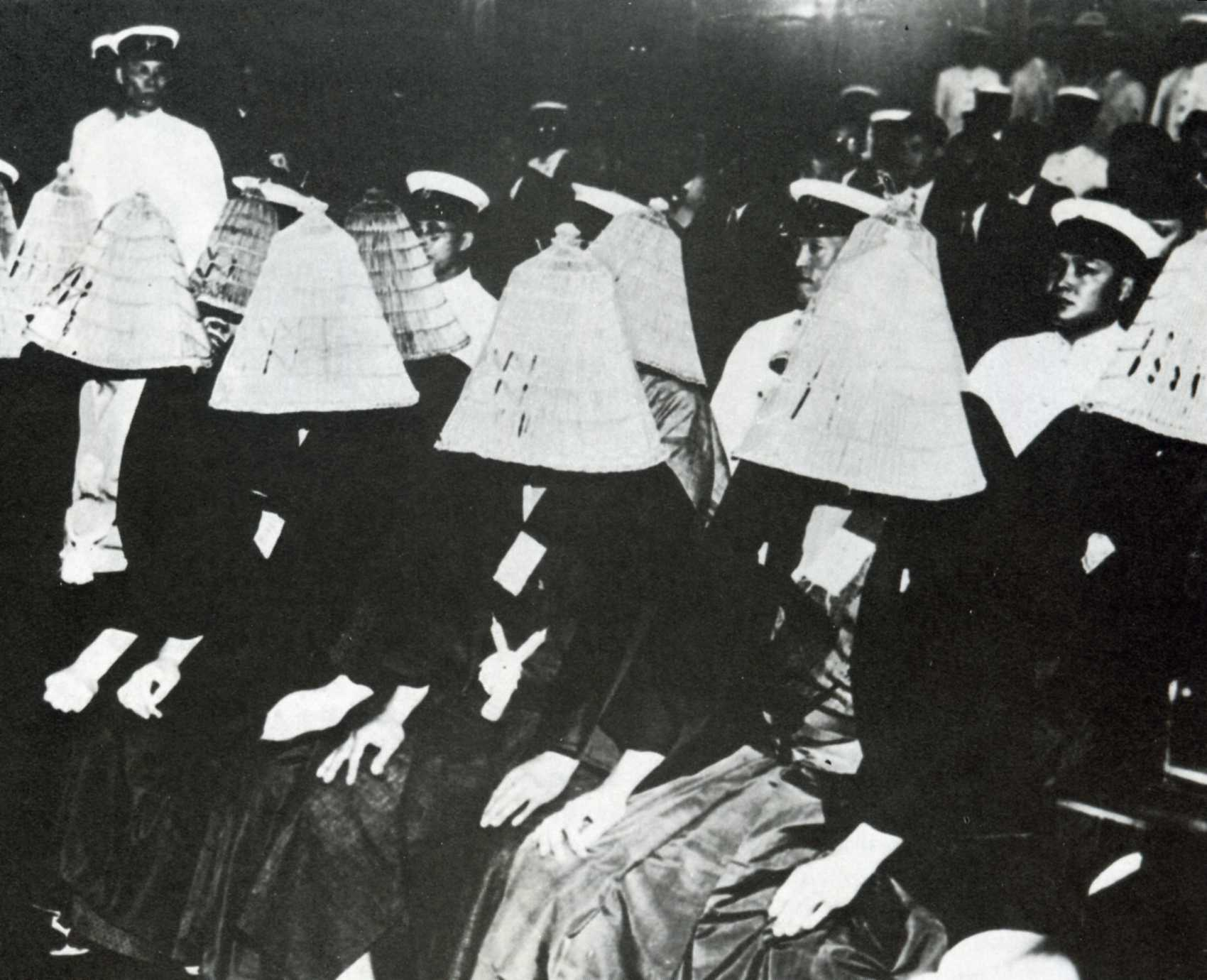
متهمان لیگ خون در انتظار محاکمه

حادثه لیگ خون (به ژاپنی: 血盟団事件, Ketsumeidan Jiken) یک ترور در سال ۱۹۳۲ در ژاپن بود که در آن افراط گرایان تاجران ثروتمند و سیاستمداران لیبرال را هدف قرار دادند. این گروه بیست قربانی را انتخاب کرد اما فقط در کشتن دو نفر موفق شد: وزیر دارایی سابق و رئیس حزب دموکراتیک مشروطه (ژاپن)، «اینوئه جوننوسکه» و مدیر کل هولدینگ میتسویی، «دان تاکوما».